# محدود کردن غلظت اکسیژن

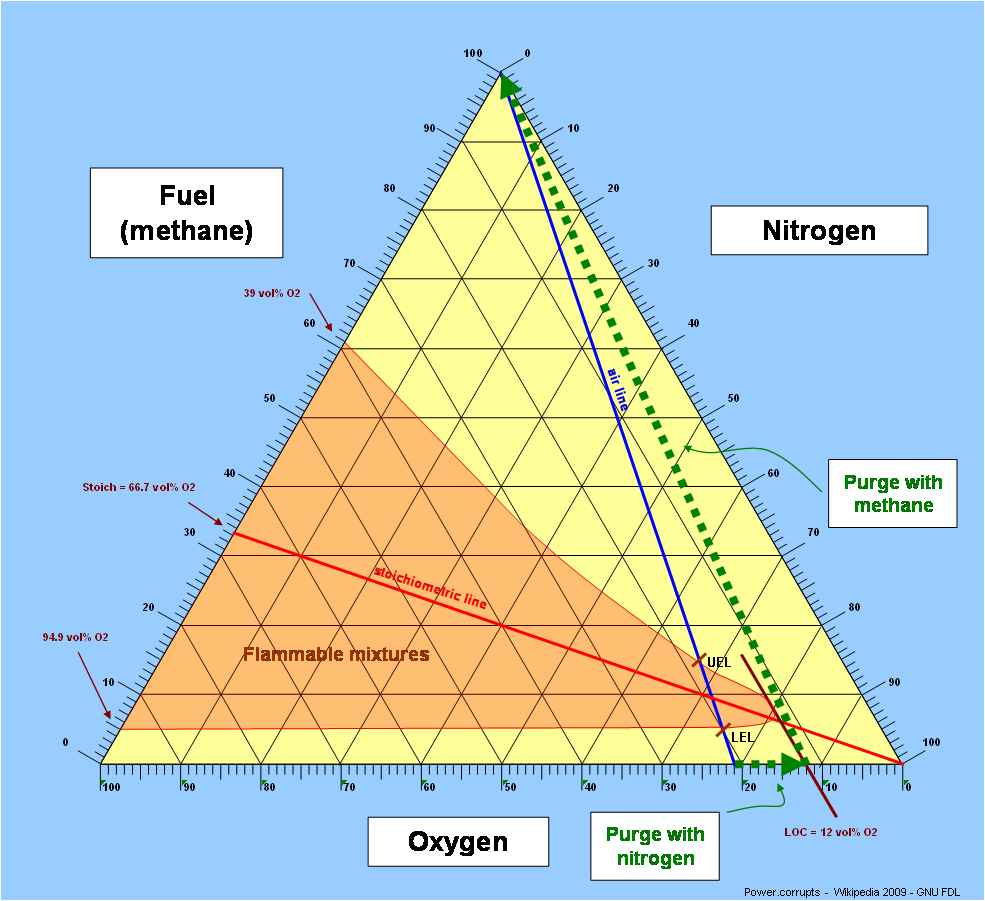

محدود کردن غلظت اکسیژن، (LOC)، یا غلظت محدود اکسیژن که همچنین با عنوان حداقل غلظت اکسیژن (moc) شناخته شده است.
محدود کردن غلظت اکسیژن مستقل از غلظت سوخت به شرایطی گفته‌می‌شود که پایین‌تر ازآن اشتعال ممکن نباشد. این مورد در واحد درصد حجم اکسیژن نمایان است. حداقل غلظت اکسیژن با توجه با فشار و درجه حرارت متفاوت است و همچنین به نوع گاز خنثی (غیرقابل اشتعال) وابسته است
محدود کردن غلظت اکسیژن برای گازهای انتخابی و دو گاز خنثی
| گاز یابخار | نیتروژن یا هوا | دی اکسید کربن یا هوا |
| ---------- | -------------- | -------------------- |
| هیدروژن    | ۵              | ۵٫۲                  |
| متان       | ۱۲             | ۱۴٫۵                 |
| اتان       | ۱۱             | ۱۳٫۵                 |
| پروپان     | ۱۱٫۵           | ۱۴٫۵                 |
| بوتان      | ۱۲             | ۱۴٫۵                 |
| ایزوبوتان  | ۱۲             | ۱۵                   |

محدود کردن غلظت اکسیژن برای مواد جامد
| مواد                  | نیتروژن/هوا |
| --------------------- | ----------- |
| PE-HD                 | ۱۶          |
| پلی‌پروپیلن            | ۱۶          |
| پلی (متیل متاکریلات)  | ۱۵٫۹        |
| پلی وینیل کلراید      | ۱۶٫۹        |
| PE-LD                 | ۱۵٫۹        |
| چوب صنوبرصنوبر داگلاس | ۱۷          |
| Corrugated board      | ۱۵          |
| ورق کارتن             | ۱۵          |
| کاغذ                  | ۱۴٫۱        |

- اثر افزایش غلظت گاز خنثی می‌تواند با در نظر گرفتن آن به عنوان بالاست حرارتی که درجه حرارت شعله را به یک سطحی برساند که شعله از بین برود- فهمیده شود.[۵] بنابراین دی اکسید کربن مؤثر تر از نیتروژن است به دلیل آن که ظرفیت گرمایی مولی بیشتری دارد.[۶]
- این مسئله کاربرد مهمی در مهندسی ایمنی و آتش دارد. به عنوان مثال، برای اینکه یک ظرف جدید یا یک مخزن تحت فشار با گازهای قابل اشتعال پر کنیم، فضای هوای معمولی (حاوی حدود ۲۱ درصد حجم اکسیژن است) در مخزن ابتدا باید با نیتروژن یا یکی دیگر از گاز خنثی غیرقابل اشتعال جریان یابد، در نتیجه کاهش غلظت اکسیژن در داخل ظرف را به دنبال دارد. هنگامی که غلظت اکسیژن کمتر از غلظت اکسیژن پایین است -گاز قابل اشتعال به دلیل اینکه انفجار داخلی از بین رفته است می‌تواند به راحتی در مخزن جاری شود.
- محدود کردن غلظت اکسیژن یک پارامتر لازم در هنگام طراحی سیستم‌های پیشگیری از آتش‌سوزی هوای کم اکسیژن است.